# Dänische Volkskirche

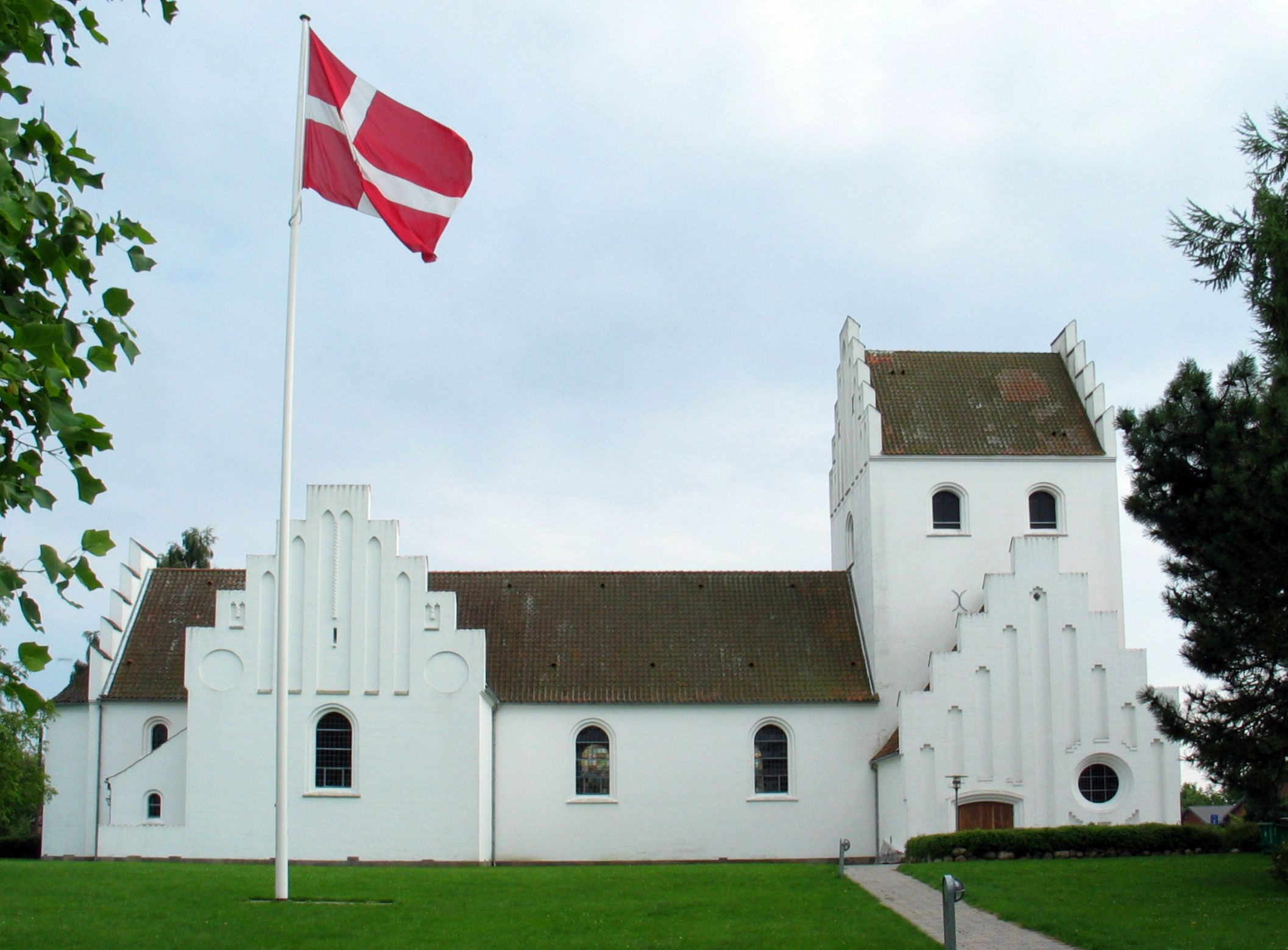
Kirche in Holte/Dänemark

Die Dänische Volkskirche (dänisch Folkekirken) ist eine evangelisch-lutherische Kirche in Dänemark. An ihrer Spitze stand früher der König als Oberhaupt. Seit der Verfassung von 1849 ist diese Regelung abgeschafft, seitdem treten Parlament und Regierung neben die Krone. Sie trägt Züge einer Staatskirche, ist ihrem Selbstverständnis nach aber eine Volkskirche. Es ist die mit Abstand größte Kirche in Dänemark und Grönland mit insgesamt 4.276.271 Mitgliedern (Stand 1. Januar 2023).
Auf den Färöern gibt es seit 2007 die selbständige Volkskirche der Färöer.

## Geschichte

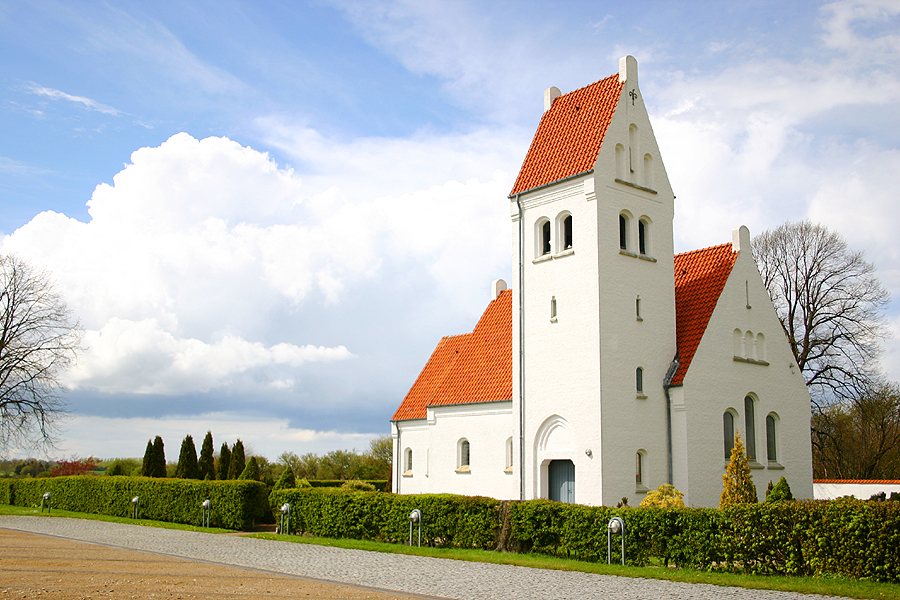
Kirche in Villingerød/Dänemark

Im Verlauf der Reformation nahm König Christian III. die lutherische Konfession an und ließ die katholischen Bischöfe in Gewahrsam nehmen. Auf dem Reichstag von Kopenhagen im Jahr 1536 wurden die Kirchengüter von der Krone eingezogen und die lutherische Konfession zur allein gültigen erklärt. An die Stelle der Bischöfe traten 1537 sieben Superintendenten, die jedoch schon bald wieder die Bezeichnung Bischof erhielten.
Die größte und wichtigste Neuerung war die Einführung der Landessprache in der Liturgie zwischen 1537 und 1539. Durch das Königsgesetz von 1661 wurde der Absolutismus eingeführt und in Art. 6 die Oberhoheit des Königs über die Geistlichkeit und die Gottesdienste festgeschrieben. Das Gesetz Christians V. von 1683 (Danske Lov) wiederholte diese absolute Oberhoheit des Königs über die Kirche gleich im 1. Buch, 1. Kapitel. Als Glaubensinhalt wurde die Heilige Schrift, das Apostolische Glaubensbekenntnis, das Nicänische und Athanasische Glaubensbekenntnis, das Augsburger Bekenntnis und der Kleine Katechismus Luthers festgeschrieben. Katholiken („Papisten“) verloren das Erbrecht und mussten das Reich verlassen. Mönchen, Jesuiten und Papisten war der Aufenthalt bei Todesstrafe verboten. Dies betraf alle nichtlutherischen Bekenntnisse, Ausnahmen galten nur für Diplomaten und deren Personal.
Die Verfassung von 1849 beseitigte die Kirchenleitung durch den König und führte die Religionsfreiheit ein. Nachdem 1903 ein Gemeindekirchenräte-Gesetz erlassen worden war, begann eine zunehmende Demokratisierung der Staatskirche, was 1947 zur Zulassung von Frauen zum Pfarramt und 1995 zur Wahl der ersten Bischöfin führte. Seit 2012 ermöglicht die dänische Kirche die kirchliche Trauung gleichgeschlechtlicher Paare.
Einen großen Einfluss auf die dänische Kirche übte der im 19. Jahrhundert lebende Theologe und Schriftsteller Nikolai Frederik Severin Grundtvig aus. Viele Kirchenlieder stammen von ihm. Nach ihm wurde die Kirchenbewegung des Grundtvigianismus benannt.

## Organisation

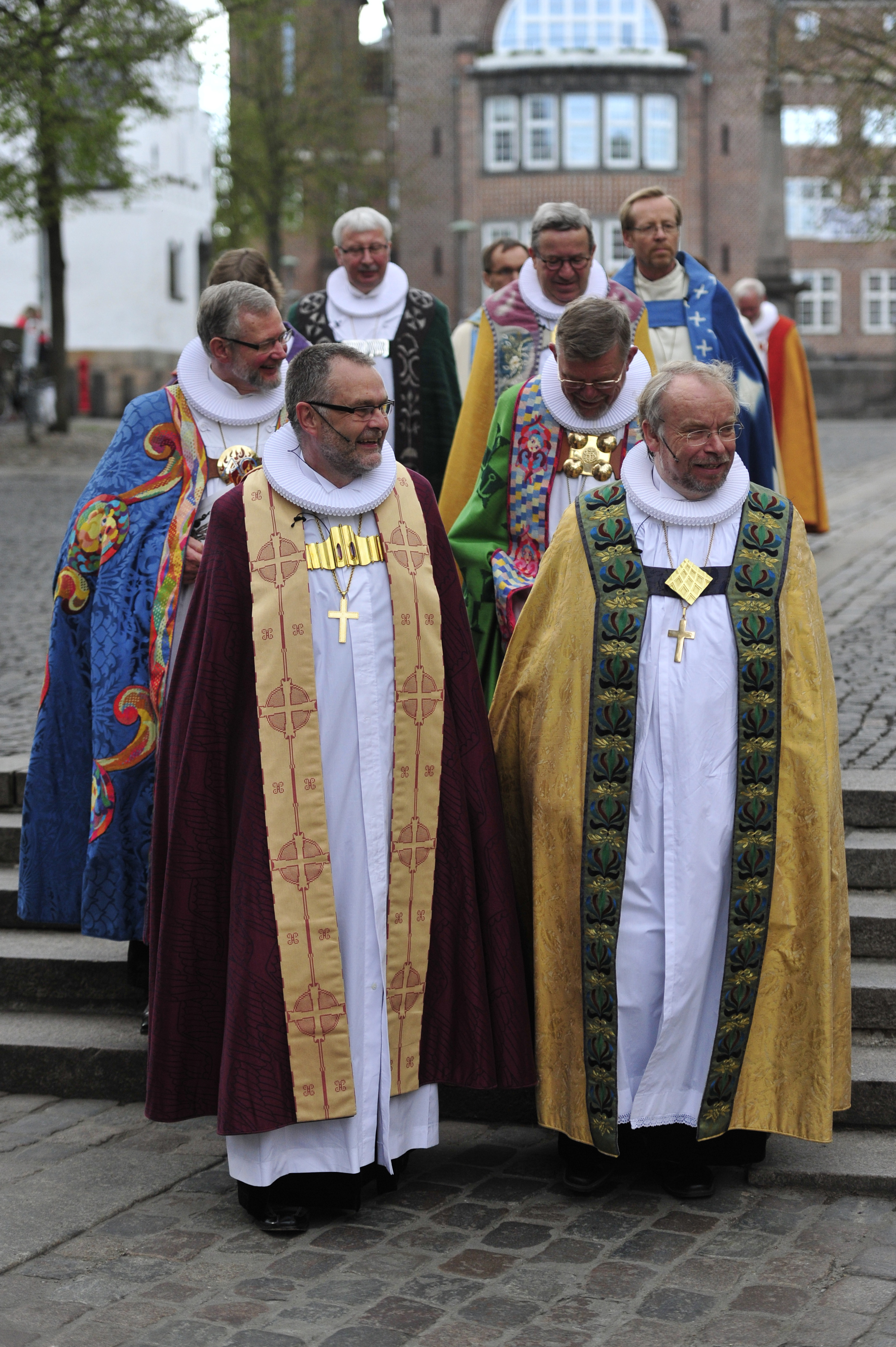
Bischöfe der Dänischen Volkskirche 2010

In der dänischen Verfassung ist festgelegt, dass der Monarch lutherischen Bekenntnisses sein muss. In administrativen und nicht-theologischen Fragen hat das Parlament Folketing die Befugnis zur Rahmengesetzgebung, das Kirchenministerium ist für die Ausführungsbestimmungen zuständig. Es existiert seit 1916 als selbständiges Ministerium, der Kirchenminister leitet aber häufig in Personalunion noch ein größeres Ministerium.
Eine zentrale Kirchenverwaltung gibt es nicht, nur den Zwischenkirchlichen Rat (Folkekirkens mellemkirkelige råd), der für die ökumenischen Beziehungen im In- und Ausland zuständig ist. Das Kirchenministerium, und damit die Kirche, ist für die Registrierung von Geburten und Todesfällen zuständig, unabhängig von der Kirchenmitgliedschaft der Bürger. Die Gemeindebüros der einzelnen Kirchengemeinden übernehmen damit auch die Aufgabe von Standesämtern.
Die Bistümer sind in theologischen Fragen selbständig. Die Leitung der Bistümer obliegt den Bischöfen, gemeinsam mit den staatlich eingesetzten Verwaltungsdirektoren (stiftamtmand), wobei ein Bistumsrat (stiftsråd) bestehend aus Pfarrern und Kirchenvorständen wesentliche Mitspracherechte hat. Die Bischöfe werden von den Pfarrern und Kirchenvorständen gewählt und im Anschluss vom König ernannt. Der Bischof von Kopenhagen, der unter den Bischöfen die Rolle als primus inter pares (erster unter gleichen) einnimmt, führt die Einführung durch.
Die Bistümer sind unterteilt in Propsteien, welche das Bindeglied zwischen den Gemeinden und den Bistümern bilden. In den 11 Bistümern gibt es insgesamt 111 Propsteien und 2200 Gemeinden.
Bis 2007 bestand die dänische Volkskirche aus zwölf Bistümern. Mit dem Übernahmegesetz vom 4. April 2005 beschloss die Landesregierung der Färöer die Unabhängigkeit des Bistums der Färöer. Zum Nationalfeiertag der Färöer, dem Ólavsøka, wurde 2007 die Färöische Volkskirche gegründet.
72,1 Prozent der Einwohner sind Mitglieder der Volkskirche (Stand 1. Januar 2023).

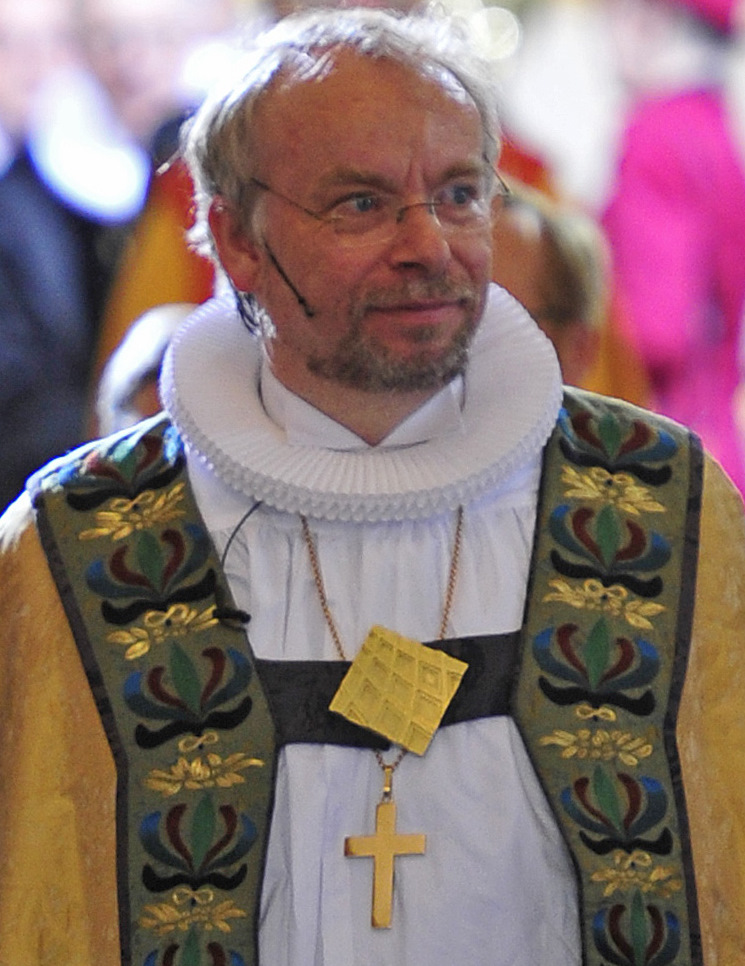
Peter Skov-Jakobsen, Bischof von Kopenhagen und Leiter der Bischofskonferenz

## Bistümer

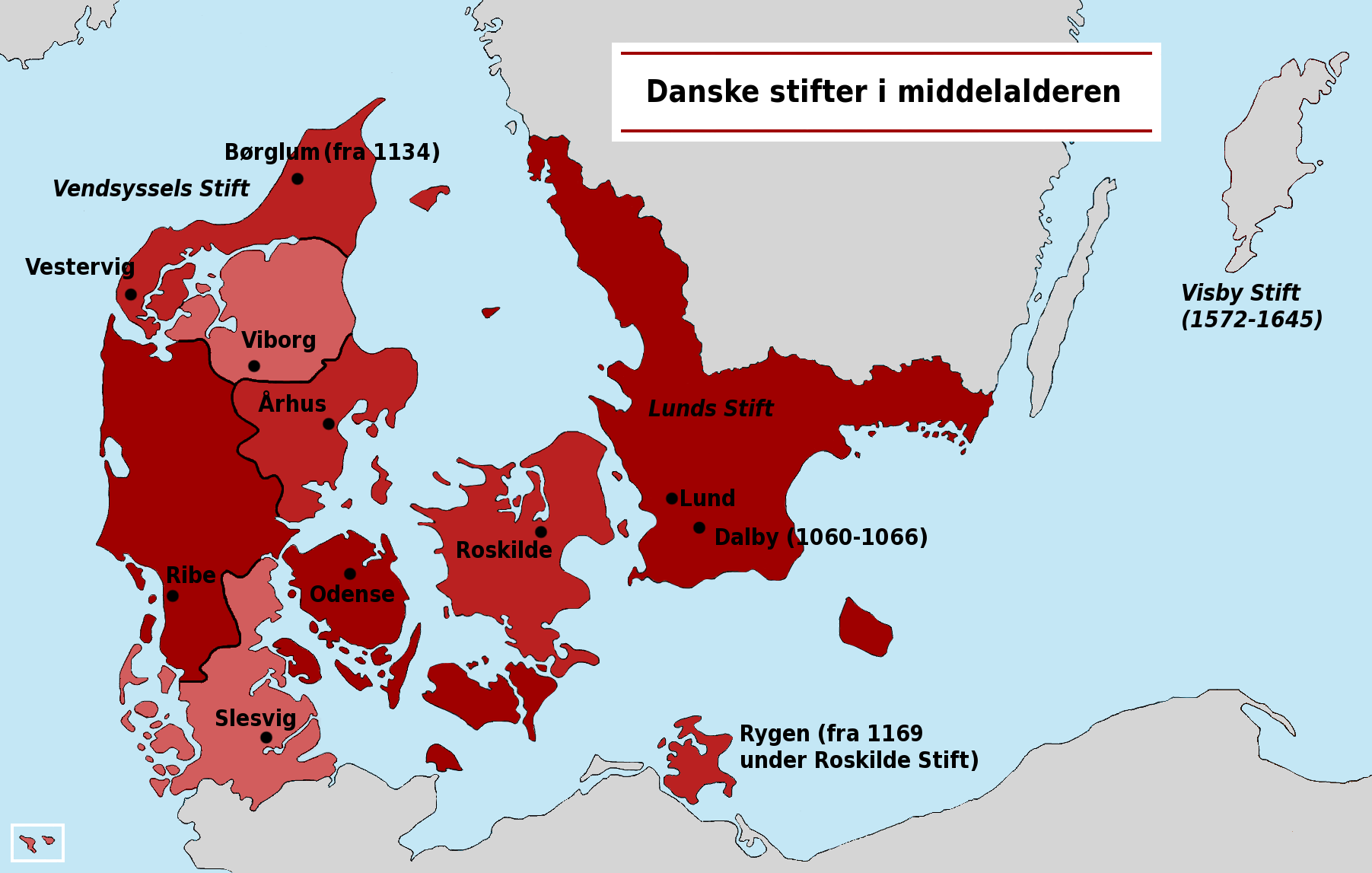
Die heutigen Bistümer gehen größtenteils auf die Einteilung im Mittelalter zurück.

| Bistum dänisch: Stift | Bischof Stand: Januar 2024 | Mitglieder | Dom                           |
| --------------------- | -------------------------- | ---------- | ----------------------------- |
| Aalborg               | Thomas Reinholdt Rasmussen | 439.981    | Sct. Budolfi Domkirke Aalborg |
| Aarhus                | Henrik Wigh-Poulsen        | 658.530    | Århus Domkirke                |
| Fünen                 | Mads Davidsen              | 396.042    | Odense Domkirke               |
| Haderslev             | Marianne Christiansen      | 384.434    | Vor Frue Domkirke Haderslev   |
| Helsingør             | Peter Birch                | 688.807    | Sct. Olai Domkirke Helsingør  |
| Kopenhagen            | Peter Skov-Jakobsen        | 468.238    | Vor Frue Domkirke København   |
| Lolland-Falster       | Marianne Gaarden           | 83.850     | Maribo Domkirke               |
| Ribe                  | Elof Westergaard           | 300.599    | Vor Frue Domkirke Ribe        |
| Roskilde              | Ulla Thorbjørn Hansen      | 577.845    | Roskilde Domkirke             |
| Viborg                | Henrik Stubkjær            | 354.181    | Vor Frue Domkirke Viborg      |
| Grönland              | Paneeraq Siegstad Munk     | 33.000     | Vor Frelser Kirke Nuuk        |

## Bekenntnis
Die zentralen Bekenntnisse der evangelisch-lutherischen Volkskirche sind:
- Apostolisches Glaubensbekenntnis
- Bekenntnis von Nicäa
- Athanasisches Glaubensbekenntnis
- Confessio Augustana
- Der Kleine Katechismus

Sie gehört dem Ökumenischen Rat der Kirchen, dem Lutherischen Weltbund, der Konferenz Europäischer Kirchen und der Gemeinschaft Evangelischer Kirchen in Europa an. Nachdem die dänische Volkskirche 15 Jahre nur Beobachterstatus hatte, trat sie 2010 auch der Porvoo-Gemeinschaft bei, die aus den nordischen und baltischen lutherischen Kirchen und den britischen und irischen anglikanischen Kirchen besteht.

## Deutschsprachige Gemeinden
Zur Volkskirche gehören auch deutschsprachige Gemeinden, die jedoch ganz unterschiedlicher Herkunft und Struktur sind.
Der deutschsprachigen lutherischen Gemeinde in Kopenhagen wurde im Jahre 1585 von König Friedrich II. die St.-Petri-Kirche zur Verfügung gestellt. Sie gehört zum Bistum Kopenhagen und gilt (nach der Deutschen St.-Gertruds-Gemeinde in Stockholm) als die älteste deutschsprachige Gemeinde im Ausland. Neben ihr besteht in Kopenhagen seit 1685 auch eine deutsch-reformierte Gemeinde.
Für die deutsche Minderheit in dem 1920 durch die Volksabstimmung in Schleswig an Dänemark gefallenen Teil von Nordschleswig unterhält die Dänische Volkskirche vier deutsche Pfarrämter in den Städten Haderslev (Hadersleben), Aabenraa (Apenrade), Sønderborg (Sonderburg) und Tønder (Tondern), die jeweils mit einem in Deutschland ausgebildeten Pastor besetzt sind. Sie sind in die Bistümer Haderslev und Ribe integriert.
Da auf dem Lande die kirchliche Versorgung der deutschsprachigen Gemeindeglieder nur sehr restriktiv gewährt wurde, gründeten Mitglieder der Deutschen Minderheit in Dänemark 1923 die Nordschleswigsche Gemeinde, die in Dänemark als Freikirche organisiert, aber mit der Evangelisch-Lutherischen Kirche in Norddeutschland (bzw. deren Vorgängerkirchen) verbunden ist. Seit 2005 wirken dort fünf Pastoren, die mit den vier Pastoren aus den nordschleswigschen Stadtgemeinden eine gemeinsamen Konvent bilden.

## Dänischsprachige Gemeinden im Ausland

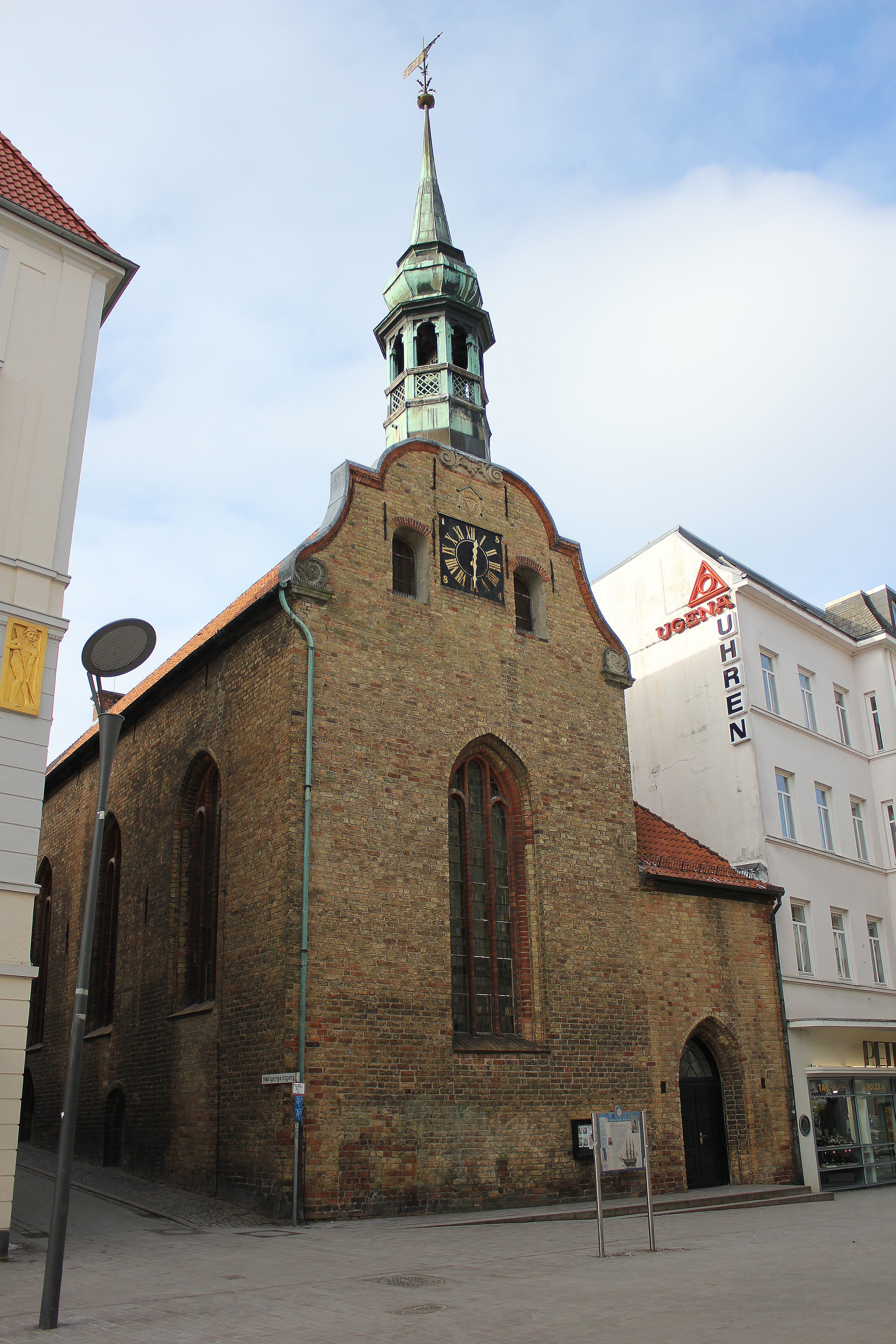
Die Heiliggeistkirche in Flensburg, Hauptkirche der dänischen Kirche in Südschleswig.

Die dänischen Gemeinden im Ausland werden von der dänischen Kirche im Ausland (Danske Sømands- og Udlandskirker) betreut. In Deutschland besteht jeweils eine dänische Kirche in Berlin (Christianskirken) und in Hamburg (Benediktekirken). Auch in der Schweiz und Österreich besteht jeweils eine dänische Gemeinde.
Der dänischen Kirche im Ausland ist auch die dänische Kirche in Südschleswig angeschlossen, die die 35 Kirchengemeinden der dänischen Minderheit im Norden Schleswig-Holsteins betreut. Deren Hauptkirche ist die Heiliggeistkirche in Flensburg.